# I liga polska w piłce siatkowej kobiet (1958/1959)
I liga polska w piłce siatkowej kobiet 1958/1959 – 23. edycja rozgrywek o mistrzostwo polski w piłce siatkowej kobiet.

## Drużyny uczestniczące
| | I liga 1958/1959  |    |
| --- | ----------------- | -- |
| WAR | AZS AWF Warszawa  | 1  |
| KRA | Wisła Kraków      | 2  |
| WRO | Gwardia Wrocław   | 3  |
| WAR | Sparta Warszawa   | 4  |
| GDY | Start Gdynia      | 5  |
| LEG | Legia Warszawa    | 6  |
| ŁÓD | Start Łódź        | 7  |
| GDA | Gedania Gdańsk    | 8  |
| WAR | Starówka Warszawa | 9  |
| WRO | Odra Wrocław      | 10 |
| | Awans z II ligi   |    |
| ŁÓD | Unia Łódź         |    |
| GDA | AZS Gdańsk        |    |
| Oznaczenia: - kolumna pierwsza – skróty nazw drużyn wpisane na mapie (jeśli ta została zamieszczona), - kolumna trzecia – miejsce zajęte przez daną drużynę w poprzednim sezonie. |                   |    |

## Rozgrywki
Tabela
| Lp. | Drużyna           | Pkt | Mecze | Mecze | Mecze | Sety | Sety | Sety  |
| Lp. | Drużyna           | Pkt | M     | W     | P     | wyg. | prz. | ratio |
| --- | ----------------- | --- | ----- | ----- | ----- | ---- | ---- | ----- |
| 1   | Wisła Kraków      | 43  | 22    | 21    | 1     | 65   | 8    | 8.125 |
| 2   | AZS-AWF Warszawa  | 43  | 22    | 21    | 1     | 64   | 14   | 4.571 |
| 3   | Start Gdynia      | 40  | 22    | 18    | 4     | 56   | 28   | 2.000 |
| 2   | Legia Warszawa    | 38  | 22    | 16    | 6     | 56   | 28   | 2.000 |
| 5   | Gwardia Wrocław   | 35  | 22    | 13    | 9     | 44   | 36   | 1.222 |
| 6   | Start Łódź        | 33  | 22    | 11    | 11    | 40   | 40   | 1.000 |
| 7   | Sparta Warszawa   | 32  | 22    | 10    | 12    | 39   | 45   | 0.867 |
| 8   | Odra Wrocław      | 31  | 22    | 9     | 13    | 40   | 41   | 0.976 |
| 9   | Gedania Gdańsk    | 28  | 22    | 6     | 16    | 26   | 55   | 0.473 |
| 10  | Unia Łódź         | 27  | 22    | 5     | 17    | 29   | 55   | 0.527 |
| 11  | Starówka Warszawa | 24  | 22    | 2     | 20    | 14   | 62   | 0.226 |
| 12  | AZS Gdańsk        | 22  | 22    | 0     | 22    | 7    | 68   | 0.103 |

     spadek do II ligi

## Klasyfikacja końcowa
| Miejsce | Drużyna           |
| ------- | ----------------- |
| 1.      | Wisła Kraków      |
| 2.      | AZS AWF Warszawa  |
| 3.      | Start Gdynia      |
| 4.      | Legia Warszawa    |
| 5.      | Gwardia Wrocław   |
| 6.      | Start Łódź        |
| 7.      | Sparta Warszawa   |
| 8.      | Odra Wrocław      |
| 9.      | Gedania Gdańsk    |
| 10.     | Unia Łódź         |
| 11.     | Starówka Warszawa |
| 12.     | AZS Gdańsk        |

     spadek do II ligi